# (281459) Kyrylenko
(281459) Kyrylenko est un astéroïde de la ceinture principale.

## Description
(281459) Kyrylenko est un astéroïde de la ceinture principale. Il fut découvert le 27 septembre 2008 à Androuchivka par l'observatoire astronomique d'Androuchivka. Il présente une orbite caractérisée par un demi-grand axe de 2,25 UA, une excentricité de 0,23 et une inclinaison de 2,4° par rapport à l'écliptique.

## Compléments

## Voir également
- Kyrylenko